# Franz Massinger
Franz Georg Massinger (* 14. November 1944 in Bad Wiessee; † 10. März 2011 in Kitakyūshū) war ein deutscher Pianist und Professor für Klavier an der Hochschule für Musik und Theater München.

## Leben

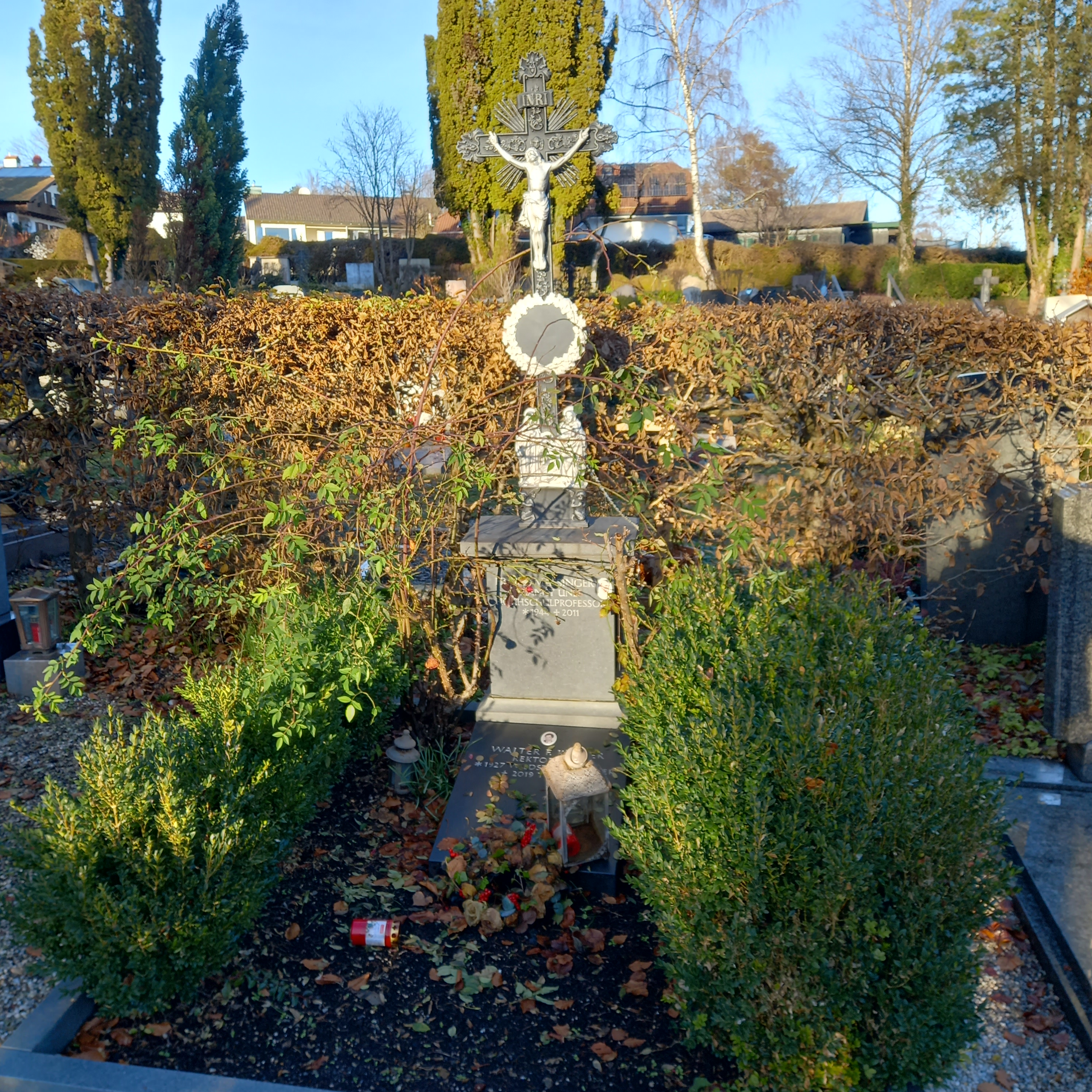
Das Grab von Franz Massinger auf dem Neuen Friedhof in Tutzing

Massinger erhielt seine Ausbildung an der Hochschule für Musik und Theater München bei Erik Then-Bergh und Hugo Steurer. Im Anschluss daran hatte er Gelegenheit längere Zeit bei Arturo Benedetti Michelangeli zu studieren. Seit er 1971 den 1. Preis im Schumann-Wettbewerb in Paris gewann, spielte er in den wichtigsten Musikzentren Europas (Italien, Frankreich, Holland), den USA, Australien, Russland, Israel und Japan. Namhafte Orchester haben ihn als Solisten eingeladen, wie Rotterdamer Philharmonie, RSO Berlin, Münchner Philharmoniker, Orchestre de Paris, Sydney Symphony Orchestra und Israel Chamber Orchestra. An allen deutschen und vielen ausländischen Rundfunkanstalten liegen Aufnahmen vor, ebenso spielte er wiederholt bei Festivals wie Dubrovnik, Maggio Musicale Florenz, Berliner und Wiener Festwochen, oder am Prager Frühling. Sein Repertoire war breit gefächert, besonderen Schwerpunkt in seinen Konzerten aber bildeten die Werke von Mozart und Schubert, deren Sonaten er mehrmals als Zyklus aufgeführt hat. Als langjähriger Duopartner des Cellisten Antonio Meneses widmete er sich intensiv der Kammermusik. Darüber hinaus musizierte er regelmäßig mit den Geigern Salvatore Accardo, Liane Issakadse, Eduard Wulfsohn oder dem Cellisten Thomas Demenga.